# Palett-skrap
Palett-skrap var en litograferad tidning som utgavs av elever vid Kungliga Konsthögskolan i Stockholm 1877–1904. Tidningen startades av studentföreningen Akademiklubben A.K. De ursprungliga redaktörerna var Julia Beck, Signe Sohlman, Hugo Pettersson och Hugo Hörlin.
1890–1899 utgavs även ett julnummer. Palett-skrap räknade bland sina medarbetare några av samtidens främsta konstnärer.